# Kevin Rafferty
Kevin Rafferty (Boston, 25 maggio 1947 – New York, 2 luglio 2020) è stato un regista e produttore cinematografico statunitense divenuto noto per il suo documentario The Atomic Cafe del 1982.

## Biografia
Rafferty nacque a Boston il 25 maggio 1947. Studiò architettura all'Università di Harvard e cinematografia all'Istituto delle arti di California. Fece da aiuto regista a Michael Moore nella produzione cinematografica del film documentario Roger & Me nel 1989. Kevin collaborò con suo fratello Pierce e Jayne Loader per produrre il film di culto The Atomic Cafe.  Di altri documentari fu regista e/o produttore.
Era nipote di Barbara Bush e cugino di George W. Bush. Rafferty morì di cancro nella sua casa a Manhattan, New York il 2 luglio 2020, all'età di 73 anni.

## Filmografia
- Hurry Tomorrow (1975)
- The Atomic Cafe   (1982)
- Radio Bikini  (1988)
- Roger & Me   (1989)
- Blood in the Face   (1991)
- Feed   (1992)
- The War Room   (1993)
- Good Money   (1996)
- The Last Cigarette   (1999/I)
- Who Wants to Be President?   (2000)
- Harvard Beats Yale 29-29   (2008)